# Sci di fondo ai XII Giochi olimpici invernali
Nello sci di fondo ai XII Giochi olimpici invernali furono disputate sette gare, quattro maschili e tre femminili. Le medaglie assegnate furono ritenute valide anche ai fini dei Campionati mondiali di sci nordico 1976.
Rispetto all'edizione precedente fu introdotta una novità nel programma, già inserita in quello dei Mondiali del 1974: in campo femminile la staffetta 3x5 km venne sostituita dalla staffetta 4x5 km. 

## Risultati

### Uomini

#### 15 km
La gara di sci di fondo sulla distanza di 15 km si disputò l'8 febbraio; il percorso aveva partenza e arrivo nello "Stadio del fondo" di Seefeld in Tirol e presero parte alla competizione 80 atleti.
| Posizione | Atleta              | Nazione          | Tempo    |
| --------- | ------------------- | ---------------- | -------- |
| 1         | Nikolaj Bažukov     | Unione Sovietica | 43:58.47 |
| 2         | Evgenij Beljaev     | Unione Sovietica | 44:01,10 |
| 3         | Arto Koivisto       | Finlandia        | 44:19,25 |
| 4         | Ivan Garanin        | Unione Sovietica | 44:41,98 |
| 5         | Ivar Formo          | Norvegia         | 45:29,11 |
| 6         | Bill Koch           | Stati Uniti      | 45:32,22 |
| 7         | Georg Zipfel        | Germania Ovest   | 45:38,10 |
| 8         | Odd Martinsen       | Norvegia         | 45:41,33 |
| 9         | Gert-Dietmar Klause | Germania Est     | 45:42,97 |
| 10        | Juha Mieto          | Finlandia        | 45:46,27 |

#### 30 km
La gara di sci di fondo sulla distanza di 30 km si disputò il 5 febbraio; il percorso aveva partenza e arrivo nello "Stadio del fondo" di Seefeld in Tirol e presero parte alla competizione 69 atleti.
| Posizione | Atleta              | Nazione          | Tempo      |
| --------- | ------------------- | ---------------- | ---------- |
| 1         | Sergej Savel'ev     | Unione Sovietica | 1:30:29,38 |
| 2         | Bill Koch           | Stati Uniti      | 1:30:57,84 |
| 3         | Ivan Garanin        | Unione Sovietica | 1:31:09,29 |
| 4         | Juha Mieto          | Finlandia        | 1:31:20,39 |
| 5         | Nikolaj Bažukov     | Unione Sovietica | 1:31:33,14 |
| 6         | Gert-Dietmar Klause | Germania Est     | 1:32:00,91 |
| 7         | Albert Giger        | Svizzera         | 1:32:17,71 |
| 8         | Arto Koivisto       | Finlandia        | 1:32:23,11 |
| 9         | Odd Martinsen       | Norvegia         | 1:32:38,91 |
| 10        | Vasilij Ročev       | Unione Sovietica | 1:32:39,42 |

#### 50 km
La gara di sci di fondo sulla distanza di 50 km si disputò il 14 febbraio; il percorso aveva partenza e arrivo nello "Stadio del fondo" di Seefeld in Tirol e presero parte alla competizione 59 atleti.
| Posizione | Atleta              | Nazione          | Tempo      |
| --------- | ------------------- | ---------------- | ---------- |
| 1         | Ivar Formo          | Norvegia         | 2:37:30,05 |
| 2         | Gert-Dietmar Klause | Germania Est     | 2:38:13,21 |
| 3         | Benny Södergren     | Svezia           | 2:39:39,21 |
| 4         | Ivan Garanin        | Unione Sovietica | 2:40:38,94 |
| 5         | Gerhard Grimmer     | Germania Est     | 2:41:15,46 |
| 6         | Per Knut Aaland     | Norvegia         | 2:41:18,06 |
| 7         | Pål Tyldum          | Norvegia         | 2:42:21,86 |
| 8         | Tommy Limby         | Svezia           | 2:42:43,58 |
| 9         | Juhani Repo         | Finlandia        | 2:42:54,89 |
| 10        | Arto Koivisto       | Finlandia        | 2:43:44,79 |

#### Staffetta 4x10 km
La gara di staffetta si disputò l'11 febbraio; il percorso aveva partenza e arrivo nello "Stadio del fondo" di Seefeld in Tirol e presero parte alla competizione 16 squadre nazionali.
| Posizione | Nazione          | Atleti                                                               | Tempo      |
| --------- | ---------------- | -------------------------------------------------------------------- | ---------- |
| 1         | Finlandia        | Matti Pitkänen Juha Mieto Pertti Teurajärvi Arto Koivisto            | 2:07:59,72 |
| 2         | Norvegia         | Pål Tyldum Einar Sagstuen Ivar Formo Odd Martinsen                   | 2:09:58,36 |
| 3         | Unione Sovietica | Evgenij Beljaev Nikolaj Bažukov Sergej Savel'ev Ivan Garanin         | 2:10:51,46 |
| 4         | Svezia           | Benny Södergren Christer Johansson Thomas Wassberg Sven-Åke Lundbäck | 2:11:16,88 |
| 5         | Svizzera         | Franz Renggli Edi Hauser Heinz Gähler Alfred Kälin                   | 2:11:28,53 |
| 6         | Stati Uniti      | Doug Peterson Tim Caldwell Bill Koch Ronny Yeager                    | 2:11:41,35 |
| 7         | Italia           | Renzo Chiocchetti Tonio Biondini Ulrico Kostner Giulio Capitanio     | 2:12:07,12 |
| 8         | Austria          | Rudolf Horn Reinhold Feichter Werner Vogel Herbert Wachter           | 2:12:22,80 |
| 9         | Germania Ovest   | Franz Betz Georg Kandlinger Walter Demel Georg Zipfel                | 2:12:38,96 |
| 10        | Cecoslovacchia   | František Šimon Milan Jarý Jiří Beran Stanislav Henych               | 2:12:49,99 |

### Donne

#### 5 km
La gara di sci di fondo sulla distanza di 5 km si disputò il 7 febbraio; il percorso aveva partenza e arrivo nello "Stadio del fondo" di Seefeld in Tirol e presero parte alla competizione 44 atlete.
| Posizione | Atleta               | Nazione          | Tempo    |
| --------- | -------------------- | ---------------- | -------- |
| 1         | Helena Takalo        | Finlandia        | 15:48,69 |
| 2         | Raisa Smetanina      | Unione Sovietica | 15:49,73 |
| 3         | Nina Fëdorova        | Unione Sovietica | 16:12,82 |
| 4         | Hilkka Riihivuori    | Finlandia        | 16:17,74 |
| 5         | Eva Olsson           | Svezia           | 16:27,15 |
| 6         | Zinaida Amosova      | Unione Sovietica | 16:33,78 |
| 7         | Monika Debertshäuser | Germania Est     | 16:34,94 |
| 8         | Grete Kummen         | Norvegia         | 16:35,43 |
| 9         | Marjatta Kajosmaa    | Finlandia        | 16:36,25 |
| 10        | Blanka Paulů         | Cecoslovacchia   | 16:41,65 |

#### 10 km
La gara di sci di fondo sulla distanza di 10 km si disputò il 10 febbraio; il percorso aveva partenza e arrivo nello "Stadio del fondo" di Seefeld in Tirol e presero parte alla competizione 44 atlete.
| Posizione | Atleta            | Nazione          | Tempo    |
| --------- | ----------------- | ---------------- | -------- |
| 1         | Raisa Smetanina   | Unione Sovietica | 30:13,41 |
| 2         | Helena Takalo     | Finlandia        | 30:14,28 |
| 3         | Galina Kulakova   | Unione Sovietica | 30:38,61 |
| 4         | Nina Fëdorova     | Unione Sovietica | 30:52,58 |
| 5         | Eva Olsson        | Svezia           | 31:08,72 |
| 6         | Zinaida Amosova   | Unione Sovietica | 31:11,23 |
| 7         | Barbara Petzold   | Germania Est     | 31:12,20 |
| 8         | Veronika Schmidt  | Germania Est     | 31:12,33 |
| 9         | Hilkka Riihivuori | Finlandia        | 31:29,39 |
| 10        | Lena Carlzon      | Svezia           | 31:33,06 |

#### Staffetta 4x5 km
La gara di staffetta si disputò il 12 febbraio; il percorso aveva partenza e arrivo nello "Stadio del fondo" di Seefeld in Tirol e presero parte alla competizione 9 squadre nazionali.
| Posizione | Nazione          | Atleti                                                              | Tempo      |
| --------- | ---------------- | ------------------------------------------------------------------- | ---------- |
| 1         | Unione Sovietica | Nina Fëdorova Zinaida Amosova Raisa Smetanina Galina Kulakova       | 1:07:49,75 |
| 2         | Finlandia        | Liisa Suihkonen Marjatta Kajosmaa Hilkka Riihivuori Helena Takalo   | 1:08:36,57 |
| 3         | Germania Est     | Monika Debertshäuser Sigrun Krause Barbara Petzold Veronika Schmidt | 1:09:57,95 |
| 4         | Svezia           | Lena Carlzon Görel Partapuoli Marie Johansson Eva Olsson            | 1:10:14,68 |
| 5         | Norvegia         | Berit Aunli Marit Myrmæl Berit Johannesen Grete Kummen              | 1:11:09.08 |
| 6         | Cecoslovacchia   | Anna Pasiarová Gabriela Svobodová Alena Bartošová Blanka Paulů      | 1:11:27,83 |
| 7         | Canada           | Shirley Firth Joan Groothuysen Susan Holloway Susan Firth           | 1:14:02,72 |
| 8         | Polonia          | Anna Pawlusiak Anna Gębala Maria Trebunia Władysława Majerczyk      | 1:14:13,40 |
| 9         | Stati Uniti      | Martha Rockwell Jana Hlavaty Terry Porter Twila Hinkle              | 1:17:58,18 |

## Medagliere per nazioni
| Posizione | Nazione          | Oro | Argento | Bronzo | Totale |
| --------- | ---------------- | --- | ------- | ------ | ------ |
| 1         | Unione Sovietica | 4   | 2       | 4      | 10     |
| 2         | Finlandia        | 2   | 2       | 1      | 5      |
| 3         | Norvegia         | 1   | 1       | 0      | 2      |
| 4         | Germania Est     | 0   | 1       | 1      | 2      |
| 5         | Stati Uniti      | 0   | 1       | 0      | 1      |
| 6         | Svezia           | 0   | 0       | 1      | 1      |